# Zizina
Genre
Zizina est un genre de lépidoptères (papillons) de la famille des Lycaenidae et de la sous-famille des Polyommatinae. 

## Taxonomie
Le genre Zizina a été décrit par l'entomologiste britannique Thomas Algernon Chapman en 1910.
Son espèce type est Polyommatus labradus Godart, [1824].

## Espèces et distributions géographiques
Les contours des différentes espèces de ce genre sont débattus.
Selon une étude de Yago et al. publiée en 2008, il comprend trois espèces:
- Zizina otis (Fabricius, 1787) — Argus commun de la luzerne[4] - en Afrique, en Asie du Sud et du Sud-Est et en Océanie.
- Zizina emelina (de l'Orza, 1869) — au Japon, en Corée du Sud, dans le Sud-Ouest de la Chine et le Nord de la  Birmanie.
- Zizina oxleyi (C. & R. Felder, [1865]) — en Nouvelle-Zélande.

De nombreuses autres sources, reconnaissent aussi deux autres espèces, que les auteurs ci-avant considèrent comme des sous-espèces de Zizina otis :
- Zizina antanossa (Mabille, 1877) — en Afrique.
- Zizina labradus (Godart, [1824]) — dans une partie de l'Océanie.

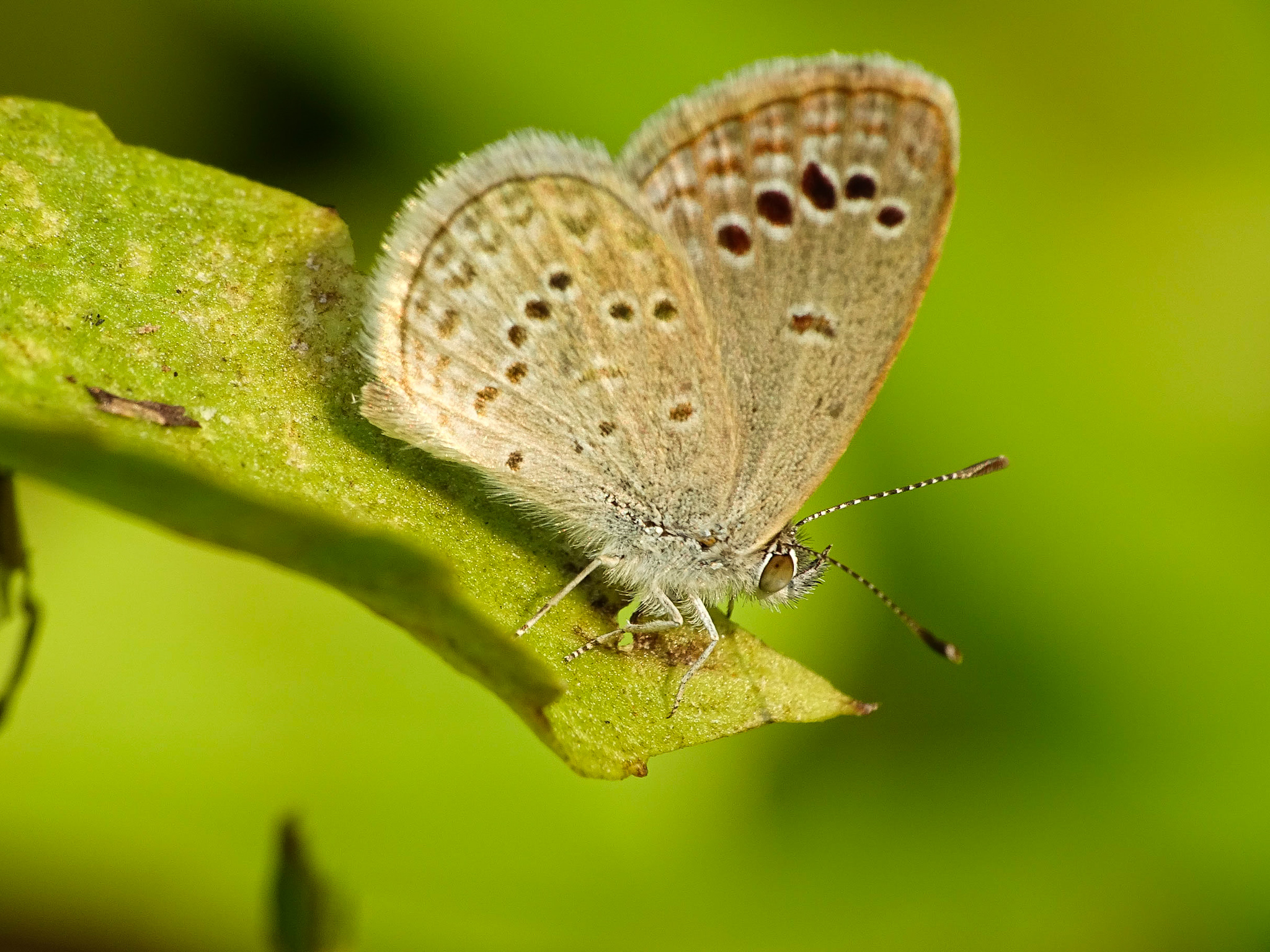
Zizina otis.
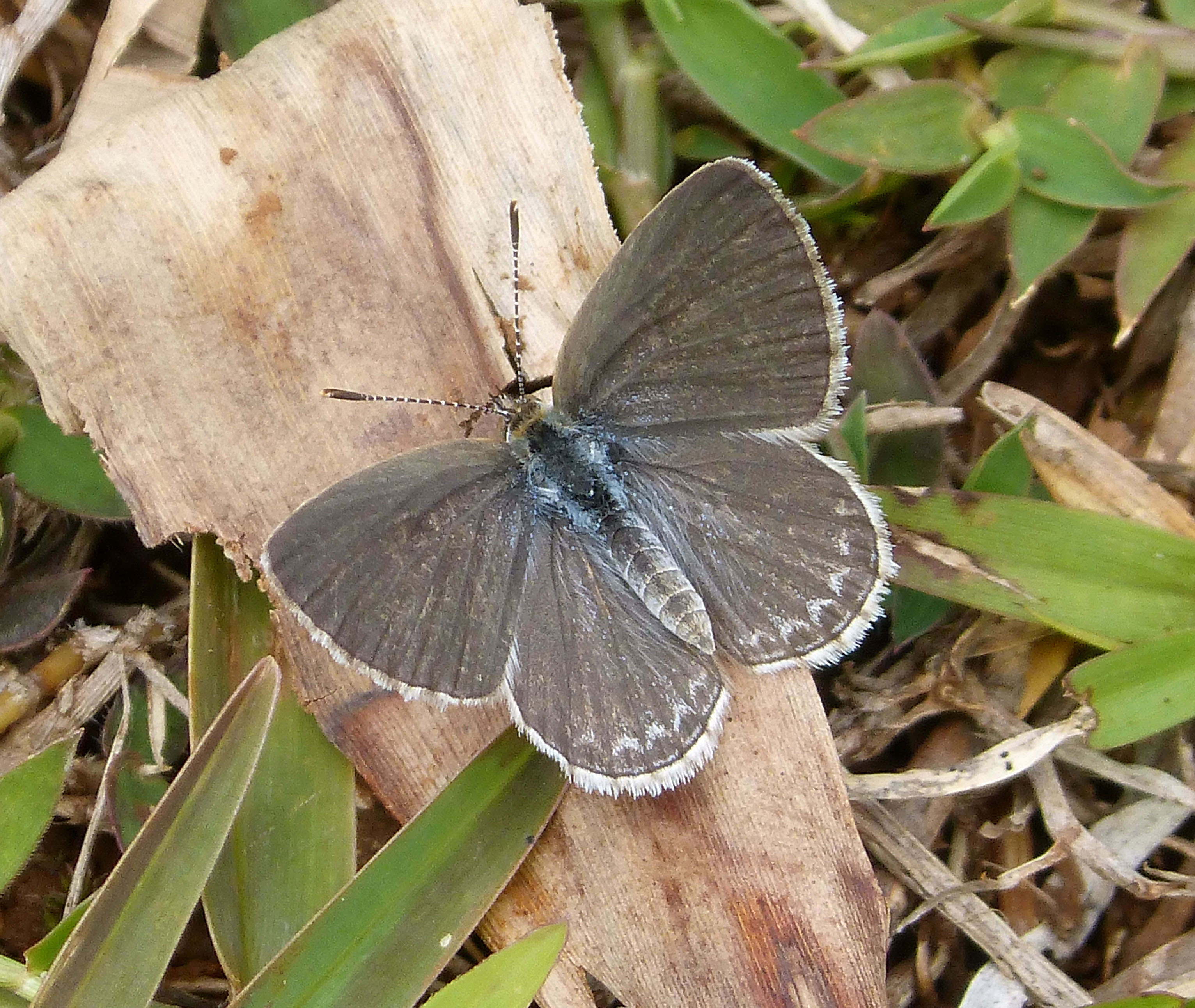
Zizina antanossa.
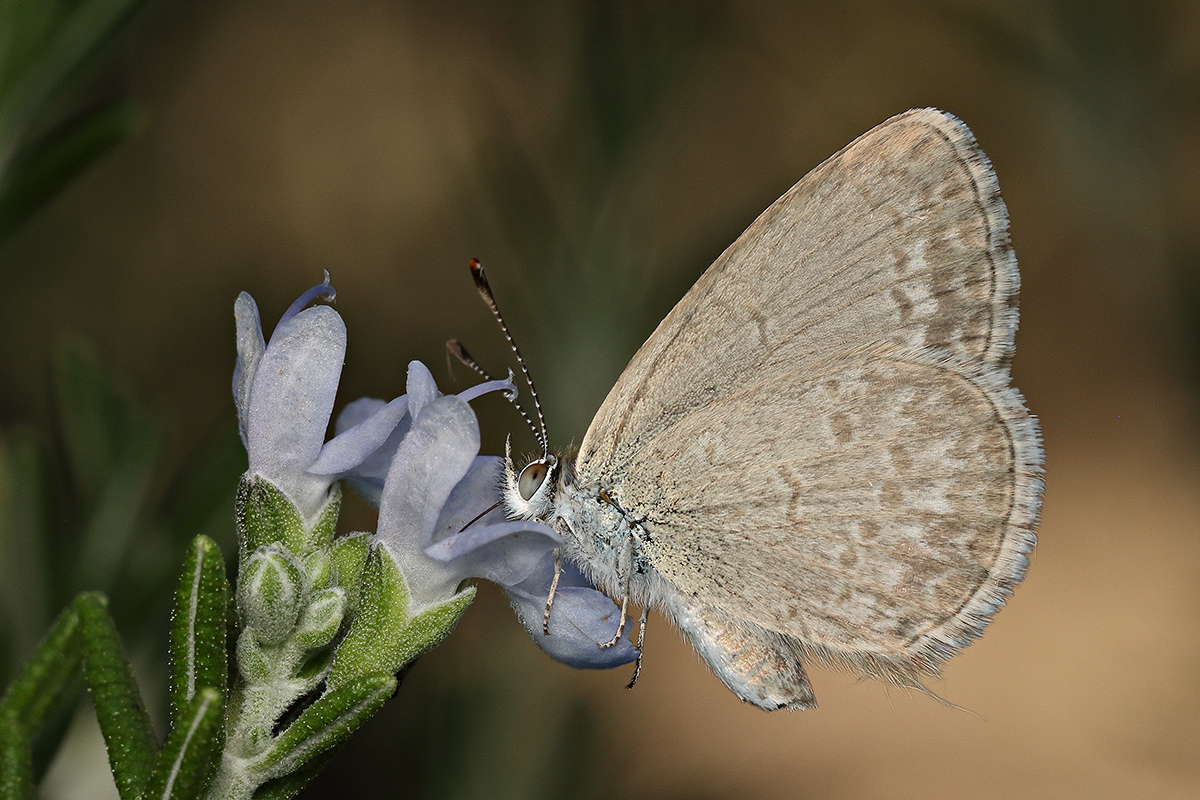
Zizina labradus.

## Noms vernaculaires
En anglais, les Zizina sont appelés les Lesser Grass Blues.